# Petite-Île
Petite-Île és un municipi de l'illa de la Reunió. L'any 2006 tenia 11.282 habitants. Limita amb els municipis de Saint-Joseph a l'est i Saint-Pierre a l'oest. Fou creada el 1935

## Administració
| Període | Identitat     | Partit |
| ------- | ------------- | ------ |
| 2008-   | Guito Ramoune |        |

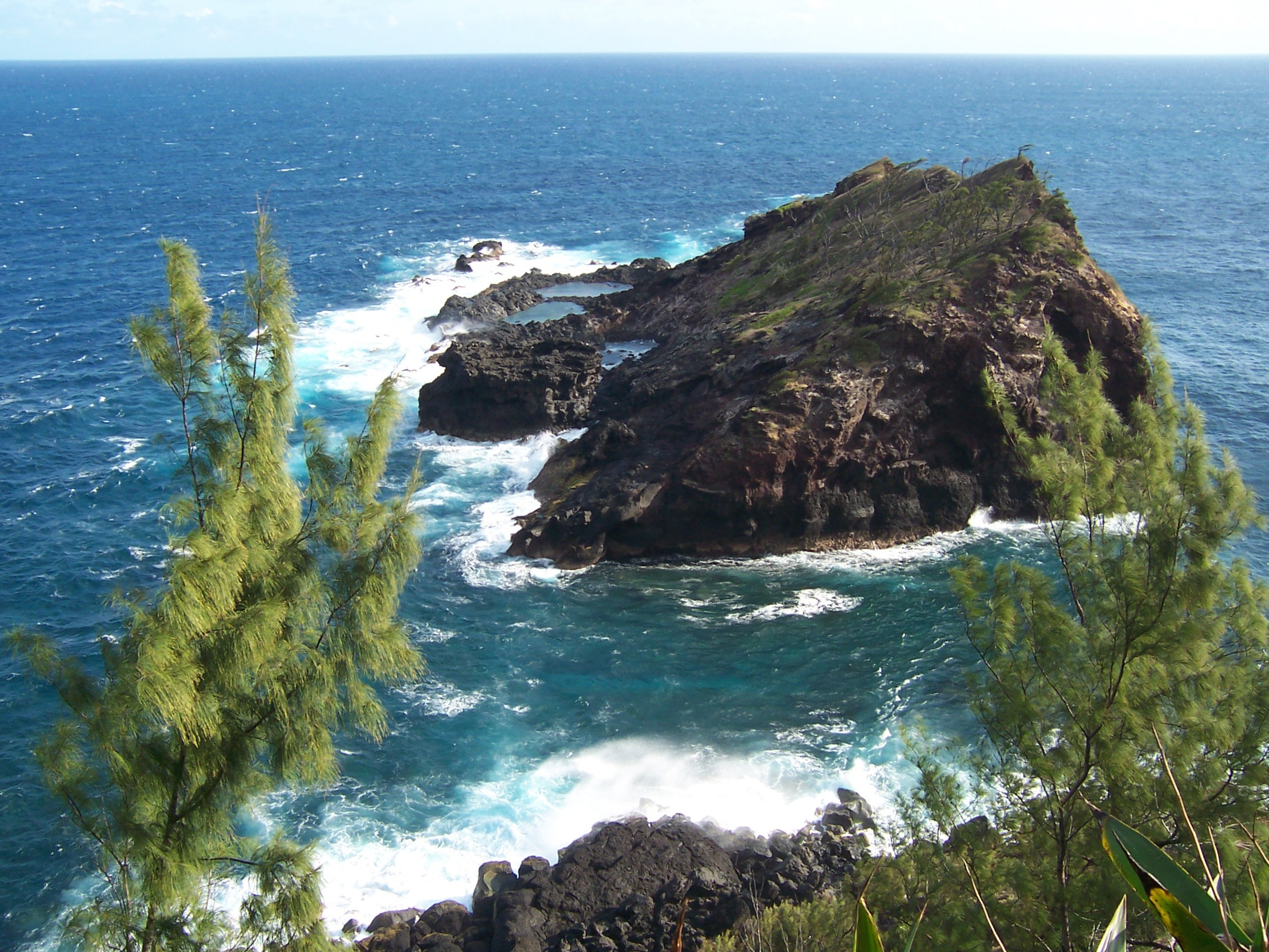
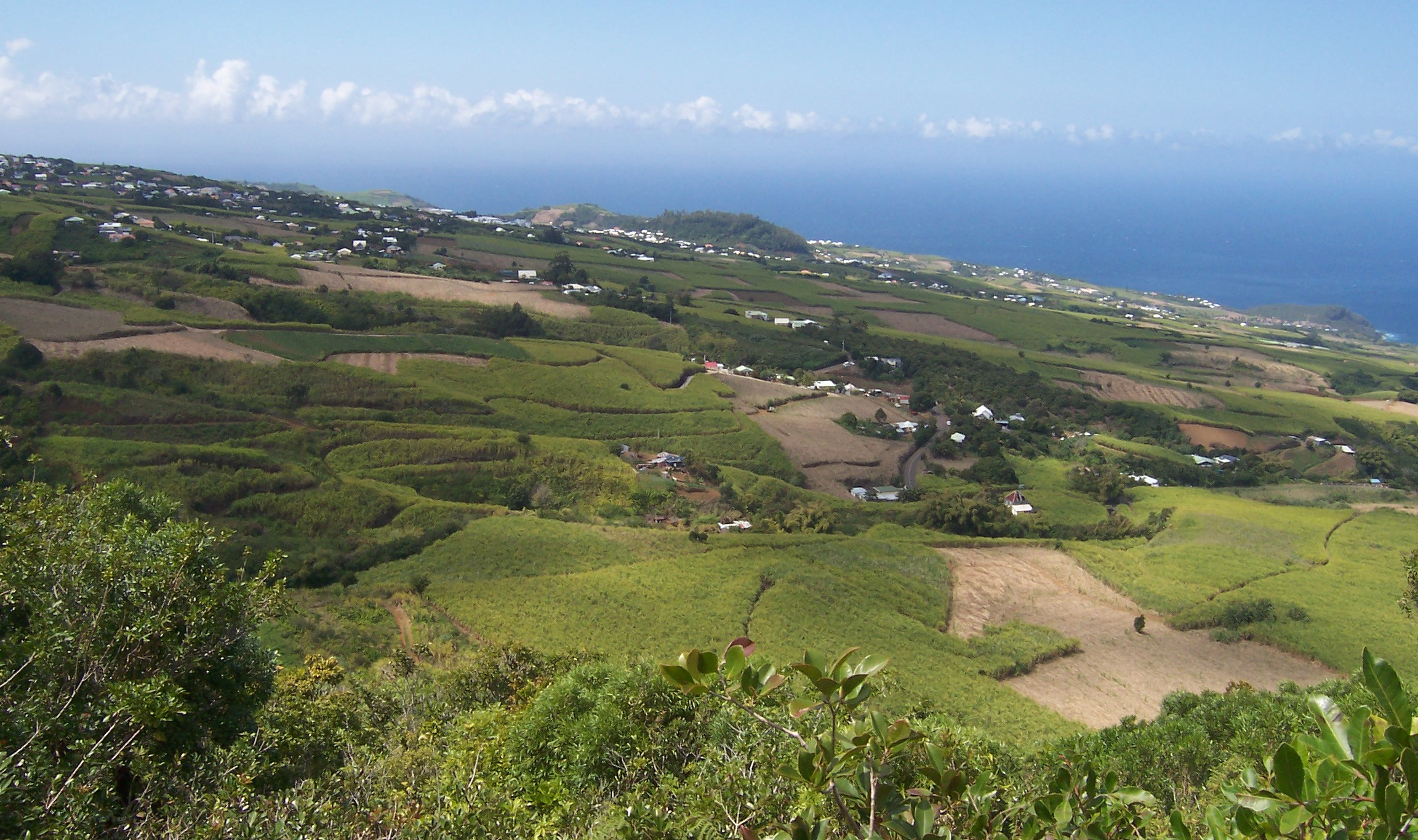
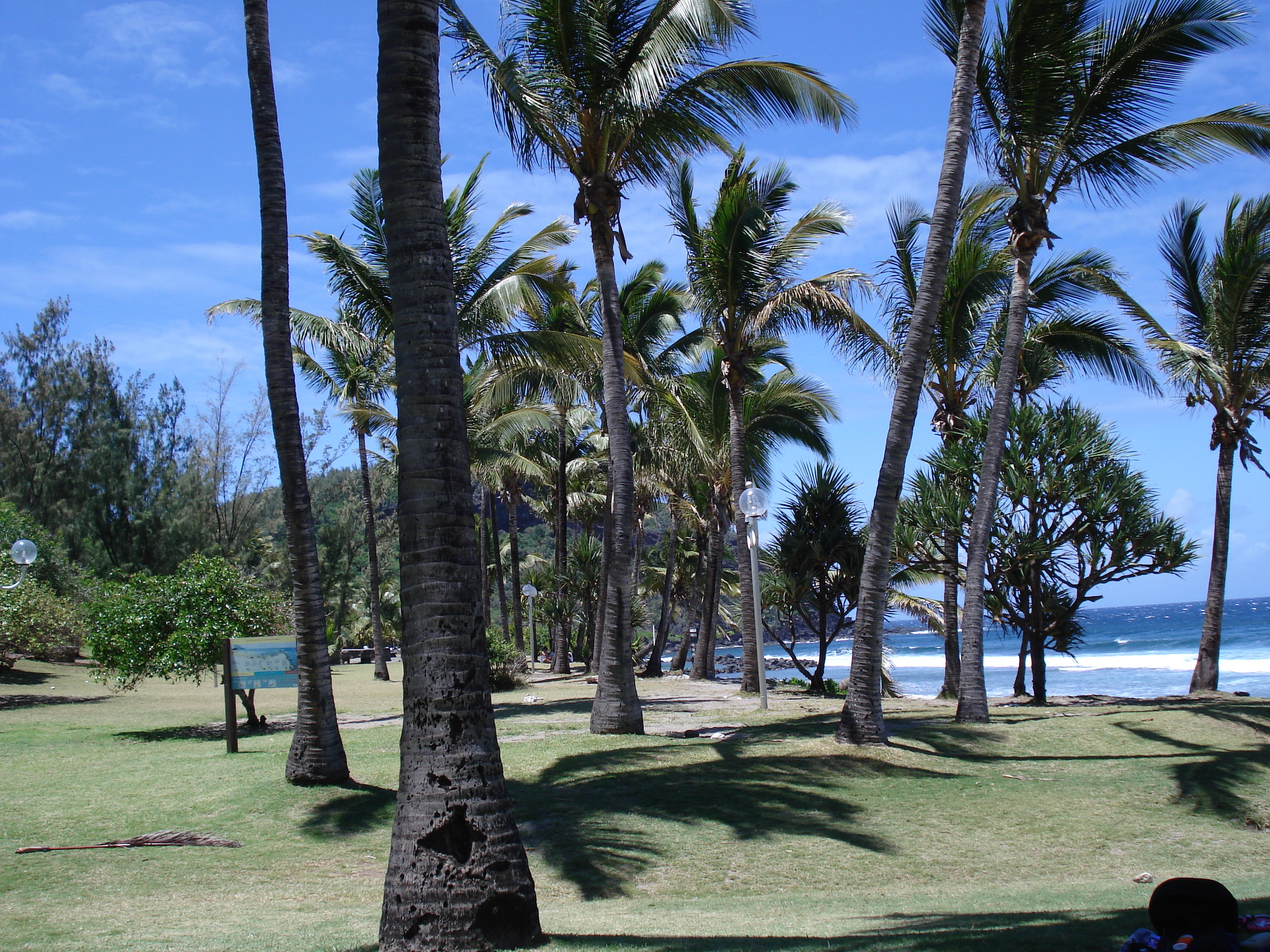
Grand-Anse
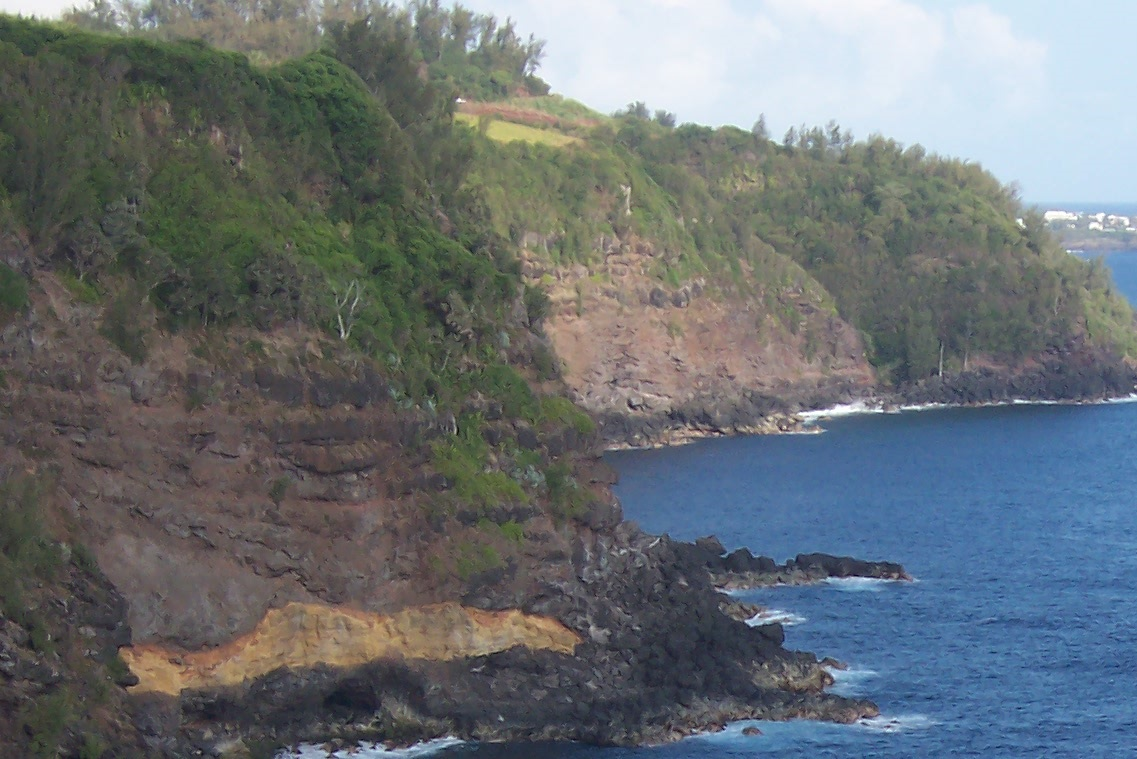